# 日本七霊山
日本七霊山（にほんななれいざん）は、日本古来の山岳信仰や信仰登山の盛んな7つの山。単に「七霊山」、あるいは「七霊峰」ともいう。
一般的に、日本三霊山とされる、
- 富士山（静岡県、山梨県）
- 立山（富山県）
- 白山（石川県、岐阜県）

の3つの山に、
- 大峰山（奈良県）
- 釈迦ヶ岳（奈良県）
- 大山（鳥取県）
- 石鎚山（愛媛県）

の4つの山を加えたものである。
異説には、白山を除外して御嶽山（長野県、岐阜県）を加えるという説や、釈迦ヶ岳を除外して月山（山形県）を加えるという説もある。
ただし、「日本七霊山」という表現は主に石鎚山を指すときに使われる表現であり、他の3つの山についてはあまり使われない。

## 日本七霊山の一覧表
| 山容 | 名称     | 標高 (m) | 三角点等級 基準点名          | 県名等                              | 備考       |
| ---- | -------- | -------- | ---------------------------- | ----------------------------------- | ---------- |
|      | 富士山   | 3,776    | （二等）「富士山」 3775.63m  | 日本の最高峰 静岡県・山梨県の最高峰 | 日本三霊山 |
|      | 立山     | 3,015    | （一等）「雄山」 2,991.59m   | 富山県の最高峰                      | 日本三霊山 |
|      | 白山     | 2,702.17 | 一等 「白山」                | 両白山地の最高峰 石川県の最高峰     | 日本三霊山 |
|      | 大峰山   | 1,719.34 | 一等 「大峰山上」            | 山上ヶ岳・紀伊山地 奈良県           |            |
|      | 釈迦ヶ岳 | 1,799.5  | （一等） 「釈迦ケ岳」        | 紀伊山地 奈良県                     |            |
|      | 大山     | 1,729    | （三等）「大山」 1,709.43m   | 鳥取県最高峰                        |            |
|      | 石鎚山   | 1,982    | （三等）「石鎚山」 1,920.63m | 近畿以西最高峰                      |            |